# Emilio Colombo
Emilio Colombo (1920. április 11. – 2013. június 24.) olasz politikus.

## Díjai
- a francia Becsületrend főtisztje
- Károly-díj
- Robert Schuman-emlékérem
- Grand Cross of Honor for Services to the Republic of Austria
- anniversary medal at the occasion of the 2500th anniversary of the founding of the Iranian Empire
- Az Olasz Köztársaság Nagykeresztjének Lovagja
- Az Olasz Köztársasági Érdemrend főtisztje
- Grand Cross 1st class of the Order of Merit of the Federal Republic of Germany
- honorary doctor of the Moscow State Institute of International Relations
- Katolikus Izabella-rend  nagykeresztje